# Ingrid Moe Wold
Ingrid Moe Wold (Noruega; 29 de enero de 1990) es una futbolista noruega. Juega de defensa y su equipo actual es el Everton de la FA Women's Super League. Es internacional absoluta con la selección de Noruega desde 2012, con la que ha disputado los mundiales de 2015 y 2019.

## Clubes
| Club           | País       | Año           |
| -------------- | ---------- | ------------- |
| LSK Kvinner FK | Noruega    | 2009-2019     |
| Madrid CFF     | España     | 2020          |
| Everton        | Inglaterra | 2020-presente |

## Palmarés

### Títulos nacionales
| Título                   | Club           | País    | Año  |
| ------------------------ | -------------- | ------- | ---- |
| Toppserien               | LSK Kvinner FK | Noruega | 2012 |
| Toppserien               | LSK Kvinner FK | Noruega | 2014 |
| Toppserien               | LSK Kvinner FK | Noruega | 2015 |
| Toppserien               | LSK Kvinner FK | Noruega | 2016 |
| Toppserien               | LSK Kvinner FK | Noruega | 2017 |
| Toppserien               | LSK Kvinner FK | Noruega | 2018 |
| Copa Femenina de Noruega | LSK Kvinner FK | Noruega | 2014 |
| Copa Femenina de Noruega | LSK Kvinner FK | Noruega | 2015 |
| Copa Femenina de Noruega | LSK Kvinner FK | Noruega | 2016 |
| Copa Femenina de Noruega | LSK Kvinner FK | Noruega | 2018 |